# 小行星9805
小行星9805（英語：9805）是一颗围绕太阳公转的小行星。1997年7月1日，北京天文台施密特CCD小行星计划在兴隆发现了此天体。
这颗小行星的绝对星等为7.814024557327715等。